# Waldglashütte am Lakenborn

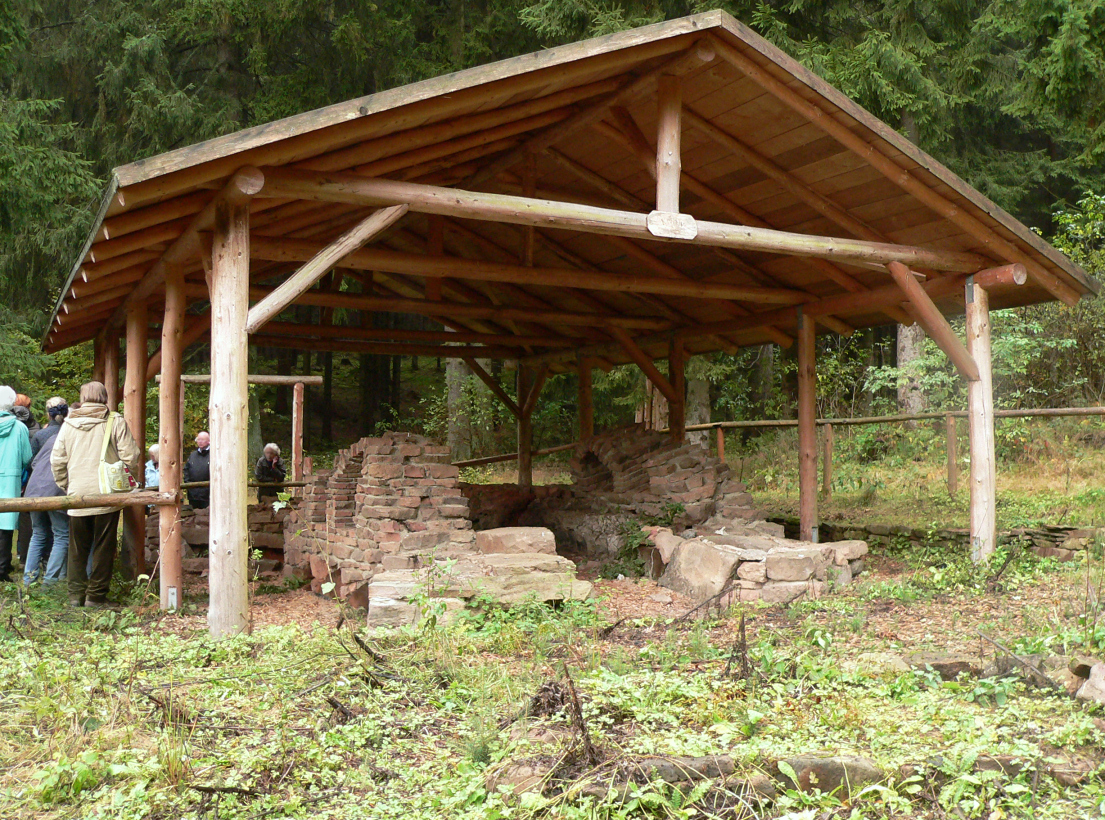
Überdachte Teilrekonstruktion des Hauptofens der Waldglashütte am Lakenborn

Die Waldglashütte am Lakenborn war eine frühneuzeitliche Waldglashütte im Solling, deren Reste sich unmittelbar am Lakenteich befinden. Die Glashütte bestand aus einer großen Produktionshalle mit mehreren Öfen sowie aus Unterkünften für die Beschäftigten. Hergestellt wurde sowohl Hohl- als auch Flachglas, das über die nahe gelegene Weser in die Städte Norddeutschlands sowie der Niederlande vertrieben wurde. Die Glasproduktion hielt nur rund 25 Jahre von etwa 1655 bis 1682 an; danach verfiel die Anlage. Während der im Jahr 2003 begonnenen und 2007 abgeschlossenen Ausgrabungen wurden die Ofen- und Gebäudereste, einschließlich der Abfallhalden mit Produktionsrückständen, archäologisch untersucht.

## Lage

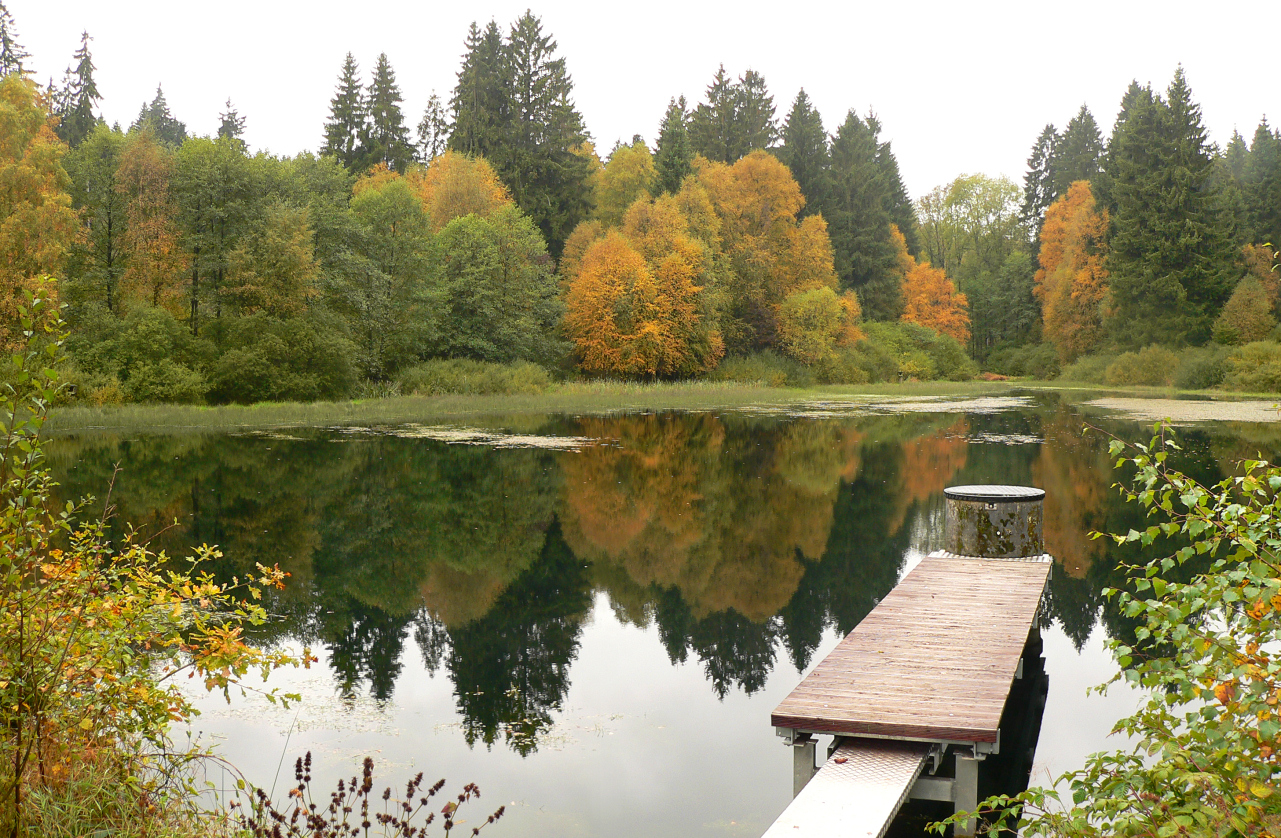
Lakenteich

Die Reste der Waldglashütte befinden sich siedlungsfern im gemeindefreien Gebiet des Sollings unmittelbar am Lakenteich. Der heutige Teich ist als Floßteich erst nach der Betriebsaufgabe der Glashütte angestaut worden und diente lange der Flößerei. Namensgebend für die Geländebezeichnung Lakenborn als -born ist eine Quelle, die dort an einem Hang entspringt. Wie auch bei anderen Glashütten resultiert die Benennung aus der Lage an einem Bach, da Hütten betriebsbedingt an fließendem Gewässer lagen. Im näheren sowie weiterem Umfeld lokalisierten Heimatforscher und Archäologen die Standorte von zahlreichen, noch unerforschten mittelalterlichen Glashütten.

## Allgemeines
Schon im 13. Jahrhundert war der Solling mit seinen Waldglashütten ein wichtiges Erzeugungsgebiet von Glas. Die erste urkundliche Erwähnung der Glasherstellung findet sich im Jahr 1397 indirekt durch Glaskäufe des Schlosses Münden. Das waldreiche Weserbergland einschließlich des Sollings gehörte bis ins 20. Jahrhundert zu den wichtigsten Glasherstellungsgebieten in Europa. Nach Rückgängen in der spätmittelalterlichen Wüstungsperiode im 14. Jahrhundert setzte in der frühen Neuzeit im 16. Jahrhundert eine neue Produktionsphase ein. Die Glasmacherei entwickelte sich zu einem exportierenden Spezialgewerbe, dem eine überregionale und internationale Bedeutung zukam. Die Hütten lagen meist in abgelegenen Waldgebieten, die für andere Zwecke wie die Jagd wenig lohnend waren. Die Landesherren profitierten als Grundeigentümer des Waldes vom Hüttenzins. Wenn nach maximal 25 Jahren die Holzvorräte in der näheren Umgebung aufgebraucht waren, wanderten die Waldglashütten weiter.
In der Glashüttenforschung ist die Erkenntnislage zu den vorindustriellen Produktionsanlagen der Waldglashütten wegen ihrer schlechten Erhaltung noch unzureichend. Von den Glasöfen bleiben häufig nur die untersten Teile der steinernen Fundamente erhalten. Damit lassen sich zwar die Umrisse und die Anordnung der Öfen rekonstruieren, doch die Bauweise der höher gelegenen Ofenteile kann nur vermutet werden.

## Geschichte
Die Gründung der Waldglashütte am Lakenborn erfolgte um 1655/56 und fiel in die unmittelbare Folgezeit des 1648 beendeten Dreißigjährigen Krieges. Die Region war weitgehend verwüstet und die Bevölkerung verarmt. Archivalischen Quellen zufolge war der Glasmachermeister Franz Seidensticker Gründer der Hütte. Er stammte aus dem Kaufunger Wald und galt während des 17. Jahrhunderts als einer der aktivsten Glasmacher des Weserberglandes. Nachdem er seine Glashütten im Vogler und im Hils, darunter die Waldglashütte unter dem Hilsborn, an seinen Sohn übergeben hatte, gründete er eine weitere Hütte mitten im Solling am Lakenborn. Nach dreijähriger Produktionsdauer übergab Franz Seidensticker die Glashütte an seinen Schwiegersohn Jürgen Seitz, der sie rund 22 Jahre lang bis zu seinem Tod um 1680 weiter führte. Seidensticker selbst übernahm eine Hütte bei Kohlstädt im Lipper Land. Um 1681 wird in der schriftlichen Überlieferung eine Person namens Ruländer (Jonas oder sein Sohn Lorenz) als letzter Hüttenmeister und Mitinhaber am Lakenborn neben der Witwe Margarethe Seitz genannt. Die Glasherstellung hielt bis etwa zum Jahr 1681, möglicherweise auch noch bis 1682/83, an. Die über 25 Jahre dauernde Produktion stellt für eine Waldglashütte eine ungewöhnliche lange Bestandsdauer dar. Die näheren Gründe für die Betriebsaufgabe sind nicht bekannt. Es können wirtschaftliche Schwierigkeiten vermutet werden.

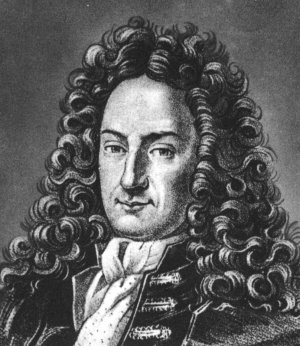
Gottfried Wilhelm Leibniz

An der Hütte, die fernab einer Siedlung lag, gab es einen Wohnbereich für die Glasmacher, der noch archäologisch unerforscht ist. Dort war eine Schule für die Kinder der Beschäftigten eingerichtet. Außerdem wurde Bierbrauerei für den Eigenbedarf sowie Milchviehwirtschaft betrieben.

### Leibniz-Besuch 1681
Der hannoversche Universalgelehrte Gottfried Wilhelm Leibniz reiste laut eines überlieferten Briefwechsels 1681 mit dem Hamburger Kaufmann und Chemiker Martin Elers in den Solling, um bei der Waldglashütte am Lakenborn Brennspiegel für Experimente konstruieren zu können. Das lässt sich aus einem Brief entnehmen, den Elers ihm in Anschluss an die gemeinsame Reise am 2. Mai 1681 aus Höxter nach Hannover sandte. Darin berichtet Elers unter anderem, dass er zwei Tage zuvor den Glasmeister mit dem Förster betrunken in der Glashütte angetroffen hatte.

## Aufbau

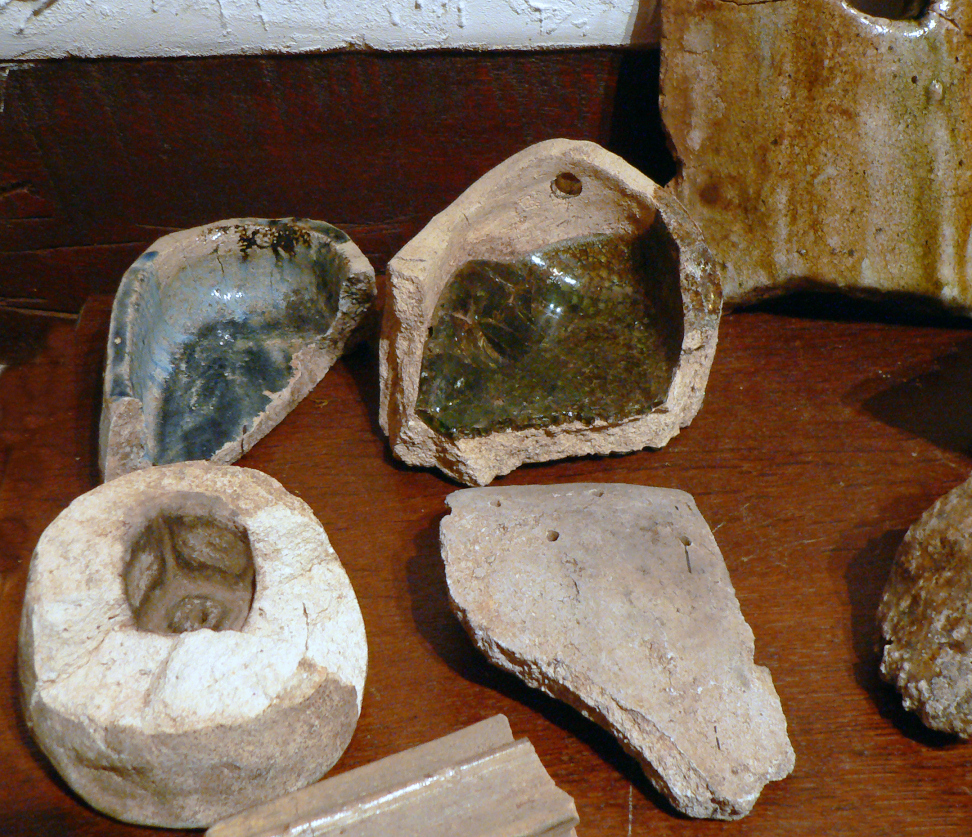
Reste von technischer Keramik der Glashütte mit Fragmenten von Glasschmelzgefäßen für blaues und grünes Glas, ein bräunlicher Ofenverschluss und ein weißes Model für Apothekerfläschchen

Der Produktionsbereich der Waldglashütte am Lakenborn bestand aus insgesamt fünf Öfen zur Glasherstellung, die sich in einer geschlossenen Werkhalle befanden; mit den Ausmaßen von etwa 17 × 26 Metern war sie außergewöhnlich groß. Anhand von Pfostenlöchern ließ sich die Halle als Holzgebäude mit einer doppelt gestellten Pfostenreihe identifizieren. Dabei trugen die inneren, massiveren Pfosten die Dachlast und an den äußeren Pfosten war eine Wandkonstruktion aus Brettern befestigt. Die Feuerung und das Schüren der Öfen erfolgte in der Werkshalle, aber außerhalb des engeren Arbeitsbereichs der Glasmacher.
Der Hauptofen war ein etwa acht Meter langer Hafenofen, in dem das Glas bei hohen Temperaturen geschmolzen wurde. In der etwa vier Meter langen Glasschmelzkammer ist das Fundament aus Buntsandsteinplatten erhalten geblieben. Vom darüber befindlichen Ofengewölbe, das vermutlich aus Lehm bestand, sind keine Reste mehr vorhanden. Gefunden wurden jedoch einzelne Teile des Ofengewölbes, wie aus Ton gearbeitete Arbeitsöffnungen und dazugehörige Verschlüsse. Durch die Öffnungen wurde das flüssige Glasmaterial mit einer Glasmacherpfeife entnommen. Auf den noch erhaltenen Hafenbänken im Ofen fanden sich Abdruckspuren von Glasschmelzgefäßen, von denen einzelne bis zu 60 Zentimeter Bodendurchmesser hatten und damit sehr groß ausfielen.
Um den Hauptofen befanden sich im Halbkreis angeordnet ein Nebenofen, zwei Kühlöfen und ein Kühl- sowie Streckofen. Der ovale Nebenofen war massiv ausgeführt und hatte einen Durchmesser von vier Metern. Beim Kühl- und Streckofen handelte es sich um einen Ofen mit getrennten Feuerungskanälen, so dass die zwei vorhandenen Ofenkammern unterschiedliche Temperaturen aufweisen konnten. Von den beiden Kühlöfen hat sich nur einer mit einem Durchmesser von etwa 3,5 Metern besser erhalten, von dem sich Reste der Ofenkuppel als Lehmschicht fanden. Innerhalb der Werkhalle stand ein weiterer Ofen, der nicht der Glasherstellung diente, sondern als Dörr- oder Backofen gedeutet wird.

## Produkte

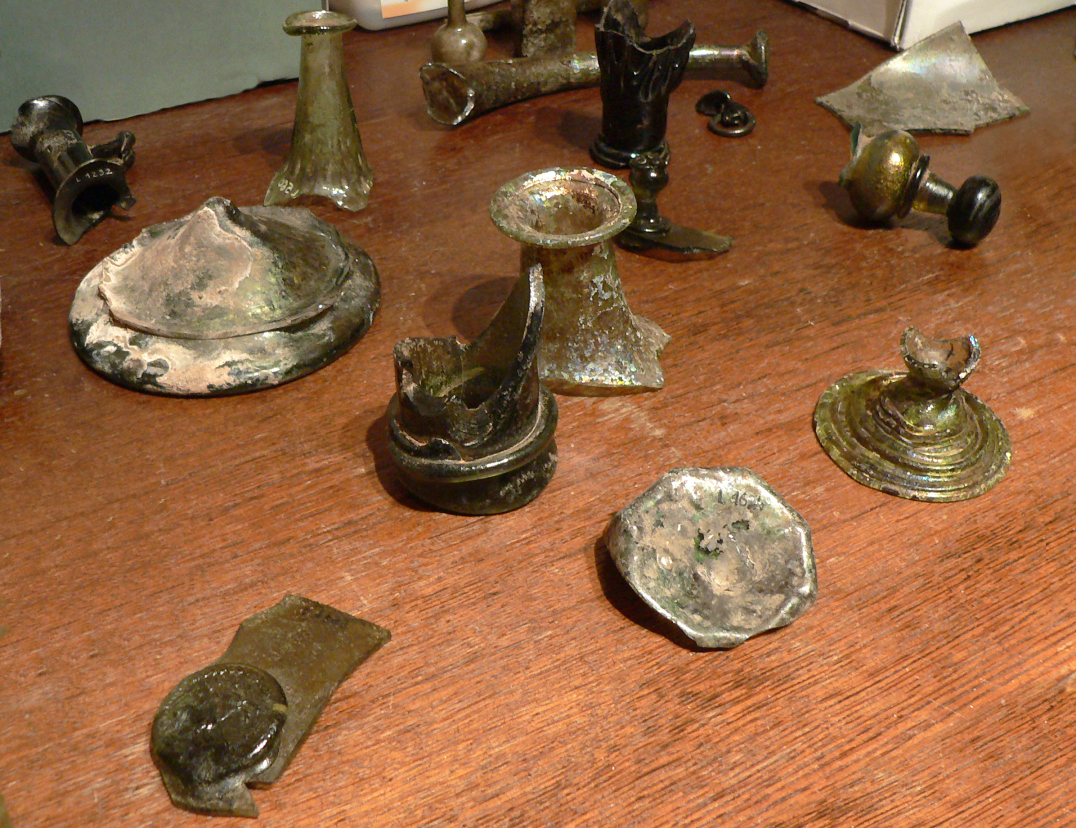
Bei Ausgrabungen gefundene Fragmente von Glasgefäßen

Die Glashütte stellte grünliches Waldglas her, dessen Färbung auf Eisenoxide im verwendeten Sand zurückzuführen ist. Zum Teil entstanden auch Produkte aus farbigem Glas. Produktionsschwerpunkt war Hohlglas in Form von Flaschen verschiedener Größen. In hoher Stückzahl wurden Trinkgläser hergestellt, wie zylindrische Stangengläser und mehrkantige Biergläser. Seltener waren mit Beerennuppen verzierte Römer als Weingläser. Produkte für den täglichen Bedarf waren Knöpfe aus Glas. Ein besonderer Fund war ein gläsernes Trinkhorn, das mit einem Faden- und Rollstempeldekor verziert ist. Bei der Formgebung stehen die Glasgefäße stilmäßig zwischen der Renaissance und dem Barock. Zur Produktionspalette gehörten auch Vorratsgläser und Laborgläser, wie Apothekerfläschchen. Fensterglas entstand bis zu einer Kantenlänge von 30 Zentimetern im Zylinderblasverfahren und der planen Ausformung im Streckofen. Vollständig erhaltene Glasgefäße oder -scheiben konnten nicht gefunden werden. Das Fundmaterial besteht nahezu ausschließlich aus Fragmenten, darunter rund 2.000 Teile von Apothekerfläschchen, die beim Abkühlungsprozess zersprungen waren. Dass ein Glasmaler zur Hütte gehörte, belegt das gefundene Fragment eines bemalten Reichsadlerhumpens. Die jährliche Glasproduktionsmenge wird auf 10 bis 20 Tonnen geschätzt.

## Ausgrabungen

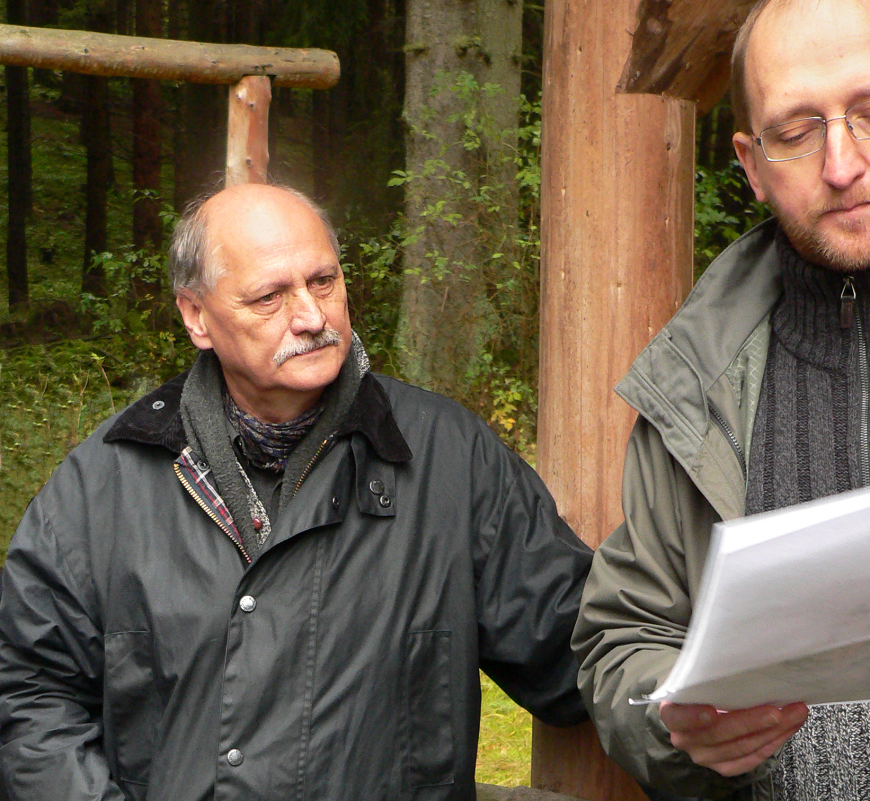
Archäologe Hans-Georg Stephan (links) am Standort der Waldglashütte

Im Jahre 1959 nahm ein Heimatforscher zur Erkundung der Anlage eine oberflächliche Schürfung vor. 2003 leitete Hans-Georg Stephan vom Seminar für Ur- und Frühgeschichte der Universität Göttingen eine planmäßige Ausgrabung der Anlage ein, die sich in den Jahren 2004, 2006 und 2007 fortsetzte und insgesamt vier Kampagnen umfasste. Untersucht wurden der Produktionsbereich der Hütte und ein Teil der Abraumhalden. Obwohl die im Boden vorhandenen Relikte der Glasöfen durch Bodenerhebungen deutlich erkennbar waren, fand vor Grabungsbeginn eine elektromagnetische Prospektion zwecks genauer Lokalisierung statt. Die bis zu drei Meter hohen Abfallhalden der Hütte sind im Gelände gut erkennbar gewesen, aber nicht vollständig untersucht worden. Sie bestehen aus Schutt- und Ascheschichten, wobei jede Schuttschicht eine Erneuerung des Hauptofens bedeutet, was während der Betriebszeit im 17. Jahrhundert etwa einmal jährlich erfolgte. Im Schutt fanden sich Fragmente von Hafenbänken, Glasschmelzgefäßen und Lehm, der durch die hohe Hitze im Ofen verziegelt worden war.
Die Ausgrabungen wurden im Rahmen des LEADER+ EU-Projektes Erlebnis Kulturgeschichte – Kulturhistorisches Sollingprojekt gefördert.

## Bewertung
Die Waldglashütte am Lakenborn galt während ihrer Betriebszeit als eine der größten und bedeutendsten im Weserbergland. Anhand vergleichbarer Glashütten wird angenommen, dass die Hütte bis zu 25 Beschäftigte hatte und dass in der dazugehörigen Siedlung rund 50 Personen lebten. Es handelt sich um einen typischen Vertreter einer Waldglashütte des 17. Jahrhunderts im deutschsprachigen Raum. Sie wies die charakteristische Ofenanordnung an, bei der dem Hauptofen mehrere halbkreisförmig angeordnete Nebenöfen gegenüberstehen. Auch die längliche Bauform der Öfen mit einer, hinter dem Feuerungskanal gelegenen Schmelzkammer ist typisch. Wahrscheinlich beruht die Bauweise der Glasöfen und ihre Anordnung im Werksgebäude auf Gebräuchen in Glasmacherkreisen.
Die archäologischen Untersuchungen ermöglichten bedeutsame Rückschlüsse auf die Bauweise von Glasöfen und Werkshallen sowie die Arbeitsprozesse früherer Waldglashütten. Bei der Hütte am Lakenborn haben sich die Relikte außerordentlich gut im Boden erhalten. Das beruht auf den Überschüttungen des Geländes während der Betriebsdauer mit Produktionsabfällen und darauf folgenden Lehmplanierungen. Auf diese Weise erhöhte sich das Bodenniveau beständig und die unteren Ofenbereiche blieben weitgehend erhalten.

## Präsentation

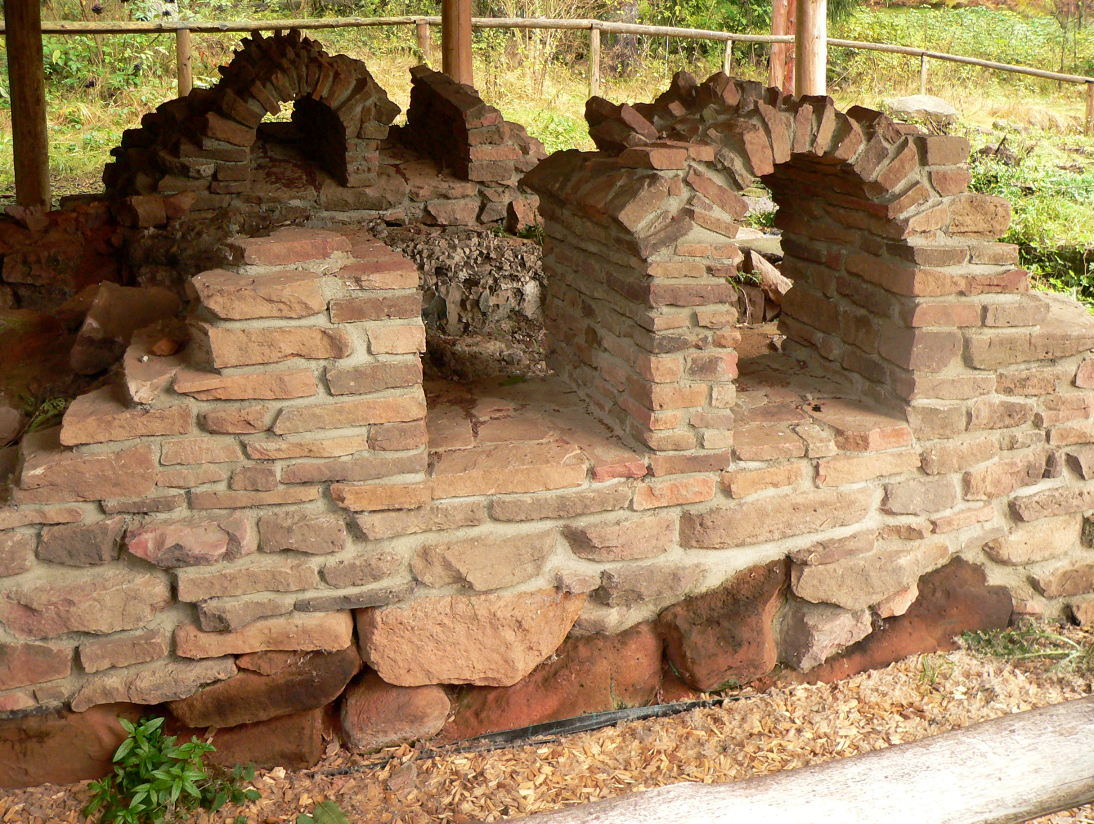
Teilrekonstruktion des Hauptofens der Glashütte

Der im Jahr 2005 gegründete Verein Kultur-Naturhistorischer Dreiländerbund Weserbergland stellte 2010 die Fundamente der Glasöfen am Lakenteich wieder her. Seither können die Reste der Anlage besichtigt werden. Für Besucher sind zur Geschichte der Glashütte und ihrer Ausgrabung Informationstafeln aufgestellt worden. Der Hauptofen wurde teilrekonstruiert und überdacht. Beim ihm entsprechen die rekonstruierten Ofenöffnungen nicht dem aktuellen Stand der Forschung, da sie zu groß dargestellt sind.
Der Vorsitzende des Vereins Kultur-Naturhistorischer Dreiländerbund Weserbergland Jürgen Koch ist im Jahre 2013 aufgrund seines Engagements für die wissenschaftliche Erkundung der mittelalterlichen Kulturlandschaft im Weserbergland, vor allem für wegen des Aufbaus und der touristischen Erschließung der Waldglashütte am Lakenborn, mit dem Niedersächsischen Verdienstorden ausgezeichnet worden.